# George Mueller
Pour les articles homonymes, voir George Muller (homonymie) et Muller.
George Mueller né le 16 juillet 1918, et mort le  12 octobre 2015, était l'administrateur adjoint du Bureau des vols habités de la NASA entre septembre 1963 et décembre 1969. Il joue un rôle majeur dans l'organisation du programme Apollo et la réussite de ce programme.

## Biographie

### Formation et premiers emplois
George Mueller nait à Saint-Louis dans le Missouri, le 16 juillet 1918. Sa mère est originaire de Belleville dans l'Illinois et a été secrétaire, avant de devenir femme au foyer après son mariage. Son père, un électricien à l'origine, est directeur d'un atelier de réparation de moteurs électriques à Saint-Louis. Il a commencé à travailler jeune et n'est jamais allé à l'école secondaire. Les deux parents, locuteurs anglais, parlent allemand, mais leur fils n'a jamais appris assez bien cette langue pour tenir une conversation.
George Mueller va à l'école Benton à Saint-Louis puis il étudie à l'Université du Missouri dans les départements de science et de technologie à Rolla, dans le Missouri. Il y suit des cours de génie mécanique et d'ingénierie électrique. Il sort diplômé en 1939, mais reste sans emploi à cause de la crise économique. Il obtient finalement une bourse à l'Université Purdue. Il y travaille sur un projet de télévision  diffusé sur le campus. C'est la première fois qu'on utilise des tubes à vide pour produire des images et c'est également la première tentative d'utilisation d'un tube cathodique pour afficher des images. Des disques mécaniques sont encore utilisés pour la numérisation, mais le projet prévoit de recourir entièrement à des composants électroniques.
Il épouse Maude Rosenbaum qu'il avait rencontré à Saint-Louis. Il est embauché comme chercheur aux Bell Labs. Son travail lui permet d'éviter d'être enrôlé dans l'armée lorsque les États-Unis entrent en guerre dans le cadre la Seconde Guerre mondiale. Lorsque Bell Labs s'implique dans la production militaire, George Mueller se met à travailler sur la technologie des radars aéroportés. Après la guerre George Mueller, qui souhaite gravir les échelons, suit des cours à l'Université de Princeton tout en travaillant puis décroche un doctorat en physique en 1951. Devenu consultant pour Ramo-Wooldridge, il est impliqué dans le développement du radar du missile Titan initialement guidé  par radio.

### À la NASA

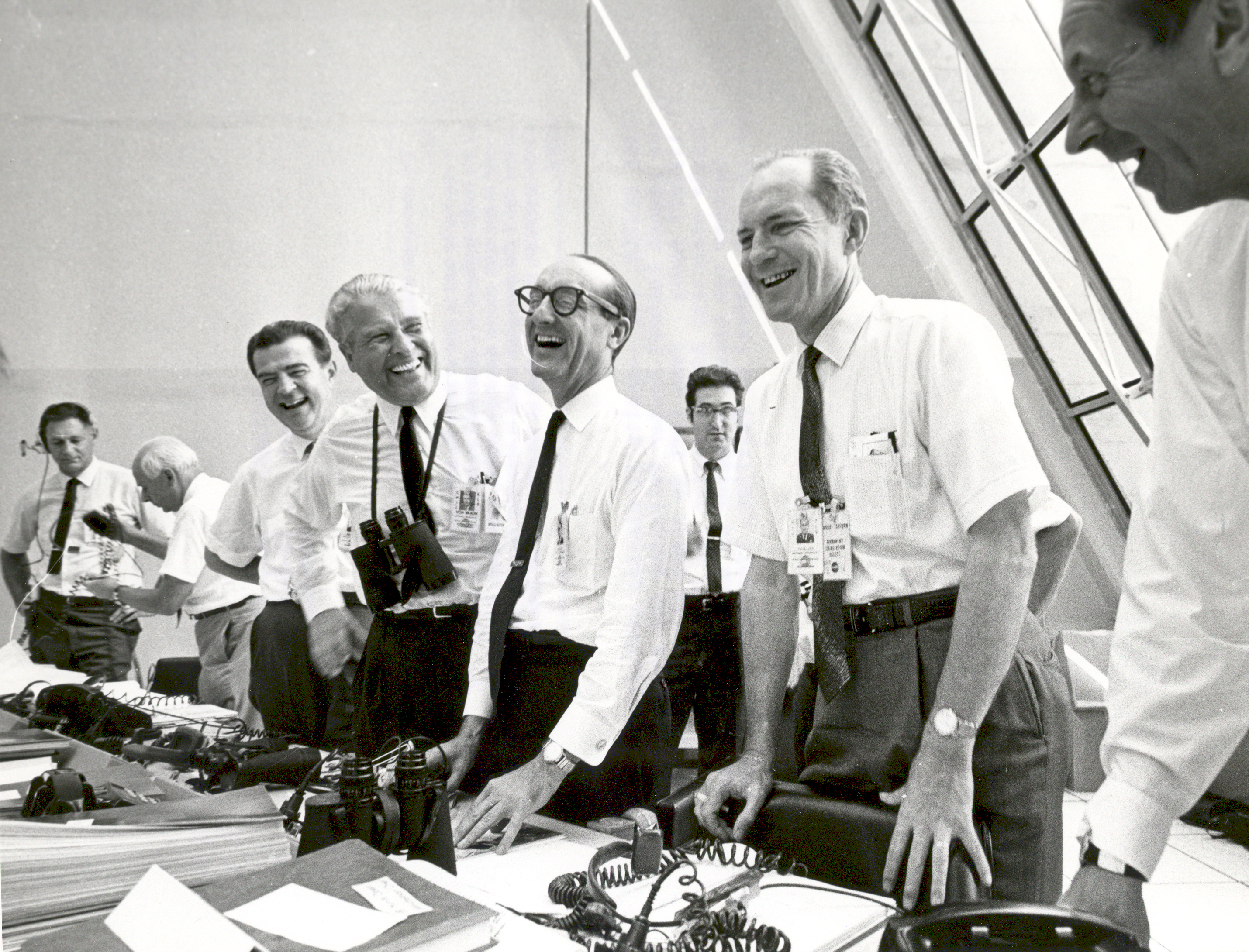
George Mueller, Dr. Wernher von Braun, Charles W. Mathews, et le Lieutenant Général Samuel C. Phillips au centre de contrôle durant Apollo 11 le 16 juillet 1969.

Au début des années 1960, George Muller est contacté par l'administrateur de la NASA pour effectuer un travail d'organisation dans le cadre du programme Apollo. George Mueller va jouer un rôle essentiel  en faisant le choix de lancer dès son premier vol la fusée Saturn V complète (procédure de test "All-up") et en mettant en place l'organisation permettant de réussir ce pari. Jusque-là, les nouveaux lanceurs étaient testés étage par étage et le lancement de la fusée Saturn V du fait de sa taille et de sa complexité constituait un risque particulièrement important. Le gain de temps obtenu grâce à ce choix peu orthodoxe a permis à l'agence spatiale américaine de tenir les objectifs fixés par le président Kennedy en 1961 d'envoyer un homme sur la Lune avant la fin de la décennie 1960. En 1965, il lance l'Apollo Applications Program qui doit prendre la suite du programme Apollo. Dans un contexte budgétaire difficile, il joue un rôle majeur dans la définition et le développement de la station spatiale Skylab. Mueller a également été un acteur de premier plan dans les premiers échanges techniques et la mise en place du projet de la Navette spatiale américaine. Mueller quitte la NASA fin 1969 et occupe par la suite des postes de direction dans plusieurs grandes entreprises. Il meurt le 12 octobre 2015,.